# Splendor (joc)
Splendor és un joc de taula de 2 a 4 jugadors basat en cartes i recursos, dissenyat per Marc André i il·lustrat per Pascal Quidault. Va ser publicat l'any 2014 per Space Cowboys, Asmodee. Els jugadors representen comerciants de gemmes de l'època del Renaixement, que desenvolupen mines, transport i botigues de gemmes per tal d'acumular punts de prestigi. Splendor va rebre crítiques positives i va rebre nombrosos premis, inclòs el guanyador del Golden Geek a millor joc de taula familiar, i nominat al Joc de l'any Spiel des Jahres el 2014. El joc també va rebre una expansió l'any 2017 i una aplicació per jugar amb el mòbil.

## Joc
Splendor és un joc de tipus de construcció de motors i gestió de recursos en el qual de dos a quatre jugadors competeixen per aconseguir més punts de prestigi. El joc té els següents components:
- 40 fitxes de joia: 7 fitxes de maragda, safir, robí, diamant, ònix i 5 d'or. Aquests estan representats per fitxes d'estil pòquer[4]
- 90 cartes de desenvolupament
- 10 fitxes de nobles

Les cartes de desenvolupament es divideixen en 3 nivells (•, ••, •••) que indiquen la dificultat per comprar-la.
Cada carta de desenvolupament també conté una bonificació de joia (maragda, safir, robí, diamant o ònix), que es pot utilitzar per a futures compres de cartes de desenvolupament un cop adquirida.
Abans de començar la partida, (n +1) fitxes de nobles es reparteixen cap per amunt al centre de la taula, on n és el nombre de jugadors. A continuació es col·loquen 4 cartes de cada nivell (•, ••, •••) cap per amunt, visibles per als jugadors, i la resta es guarden en piles separades al costat dels seus nivells de dificultat corresponents.

### Torns
El torn de cada un dels jugadors consisteix en una única acció, que ha de ser una de les següents:
- Agafar fins a tres fitxes de joies de diferents colors de la reserva.
- Agafeu dues fitxes de joia del mateix color de la reserva (sempre que, abans del torn, quedin almenys 4 fitxes d'aquest mateix color).
- Agafar una fitxa de joia d'or i reservar una carta de desenvolupament (sempre que abans del torn, el nombre de cartes reservades que té el jugador és inferior a 3).
- Comprar una carta de desenvolupament (de la taula o de les cartes reservades del jugador) gastant les fitxes de joia necessàries i/o utilitzant les bonificacions de joia de les cartes comprades anteriorment pel jugador. Les joies gastades tornen a la reserva.

Després d'aquesta acció:
- Si el jugador ha guanyat prou bonificacions de joia de cartes de desenvolupament per obtenir punts de prestigi de noble, aquest jugador és "visitat" pel noble i agafa la fitxa del noble corresponent.
  - Un jugador només pot ser visitat per un noble en cada torn; el jugador tria entre els nobles disponibles.
  - El jugador conserva el noble fins al final de la partida.
  - Les fitxes de nobles no es reemplacen per noves quan se n'adquireix una.
- Si el jugador posseeix més de 10 gemmes, el jugador retorna suficients gemmes fins a tenir-ne un màxim de 10.
- Si s'adquireix una carta de desenvolupament, l'espai buit es reomple amb una carta de la pila corresponent. Si la pila d'aquest nivell s'ha esgotat, l'espai buit es mantindrà buit.

### Final del joc
Quan un jugador arriba als 15 punts de prestigi, els jugadors continuen jugant la ronda actual fins que cada jugador hagi fet el mateix nombre de torns. Un cop això passa, la partida acaba.

### Puntuació
Un cop acaba la partida, guanya qui té més punts de prestigi; en cas d'empat, guanya qui hagi comprat menys cartes de desenvolupament. Si això no aconsegueix trencar l'empat, guanya el jugador que tingui menys cartes reservades. Si, així i tot, continua l'empat, els jugadors compartiran la victòria.

## Recepció
El joc va rebre crítiques positives, amb The Wirecutter afirmant que el joc té un "equilibri de sort i estratègia de nivell introductor". De la mateixa manera, The Gaming Review va elogiar la seva accessibilitat combinada amb una estratègia raonable i la qualitat dels components, però va criticar el seu tema, afirmant que "És una llàstima que el tema no es faci millor". Board Game Helv també va fer una crítica positiva, elogiant la re-jugabilitat, la interacció i els components del joc.

## Expansions
El 2017 es va publicar una expansió del joc, Cities of Splendor, que inclou quatre mòduls (The Cities, The Trading Posts, The Orient, The Strongholds). The Opinionated Gamers va fer una crítica positiva, descrivint els canvis com a subtils i variats. Cada mòdul varia les condicions de victòria.

## Variants
Asmodee Digital va publicar una versió per mòbil per a sistemes iOS, Android i Steam.
El 2020, es va publicar Splendor: Marvel, una versió del joc amb una nova temàtica basada en personatges de Marvel Comics, que gira sobretot al voltant de la història de Infinity Gauntlet on Thanos intenta recollir les gemmes de l'infinit.
Publicat el 2022, Splendor Duel és un joc autònom només per a dos jugadors basat en Splendor que conserva algunes de les principals mecàniques del joc original.

## Premis
- Guanyador del Premi Dice Tower Gaming el 2014 al millor joc familiar
- Nominat el Golden Geek a millor il·lustració i presentació del joc de taula el 2014
- Guanyador del Golden Geek al millor joc de taula familiar el 2014
- Guanyador del Joc de taula Golden Geek de l'any 2014[13]
- Nominat al Joc de l'any Spiel des Jahres del 2014[2]
- Medalla de bronze del Tric Trac el 2014
- Joc Origins de l'any 2014[13]
- Millor aplicació de joc de taula Golden Geek el 2015[14]